# Бостон-терьер
Бостон-терьер (англ. Boston Terrier) — порода собак. Выведена в XIX веке в США методом межпородного скрещивания английского белого терьера с английским бульдогом, с последующим добавлением крови других пород. В 1893 году бостон-терьер признан отдельной породой. С 1979 года является официальным символом штата Массачусетс.

## История породы
Зарождение породы происходило в Бостоне. В 1890 году Чарлз Лиланд создал клуб любителей новой породы, и членами клуба был согласован и одобрен её стандарт. До настоящего времени стандарт претерпел минимальные изменения. У новой породы было достаточно много названий, в том числе «круглоголовый бульдог», «американский бультерьер» и «бостонский метис». Признание породы было затруднено, но тем не менее AKC (American Kennel Club) признал её в 1893 году.
Первым бостон-терьером, зарегистрированным АКС, был кобель по кличке Гектор. Первая выставка была проведена в 1896 году, победителем была признана сука Топси. Порода быстро наращивала популярность. С 1920 по 1963 годы порода находилась в первой десятке среди пород, регистрируемых АКС.

## Внешний вид

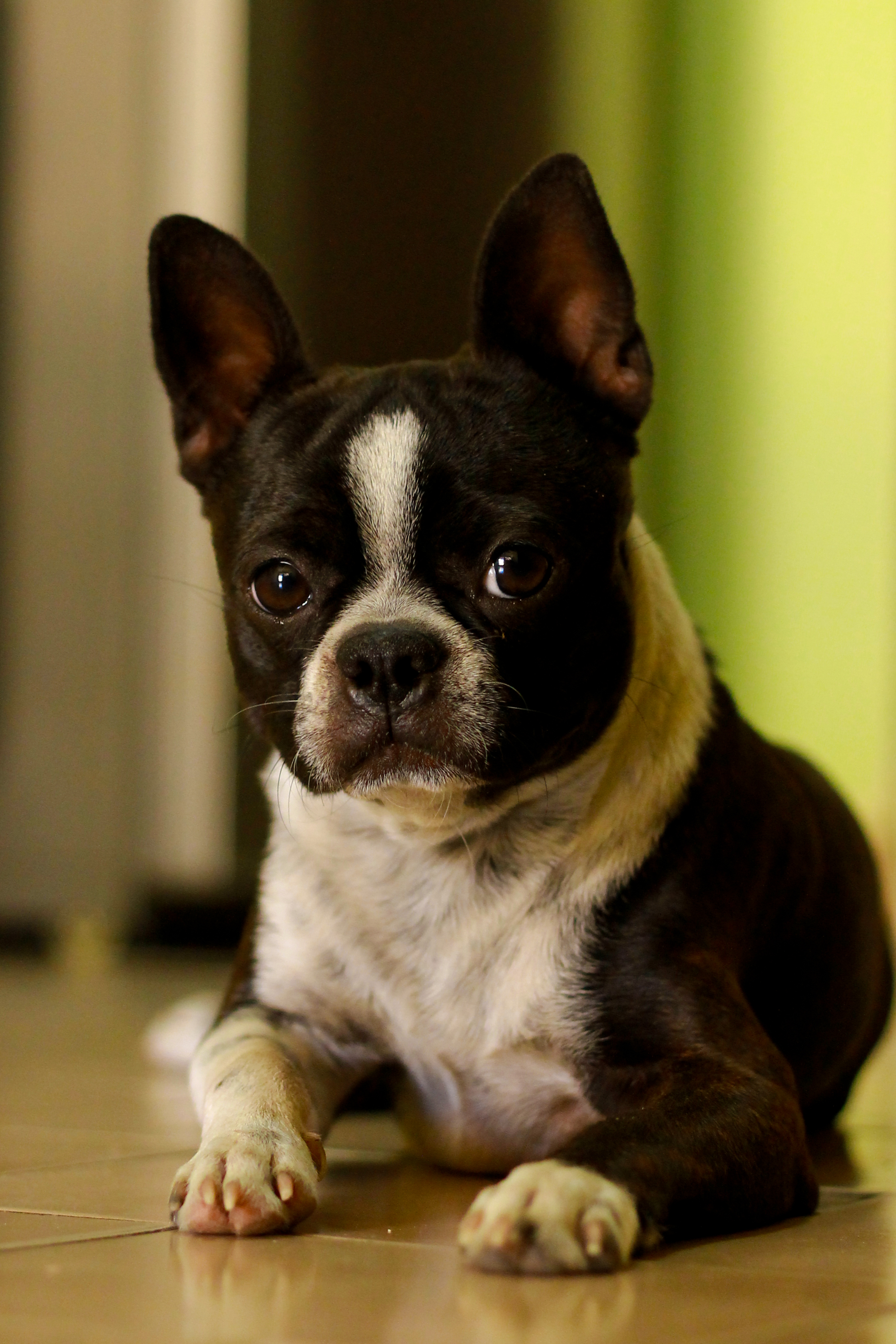
Морда бостон терьера

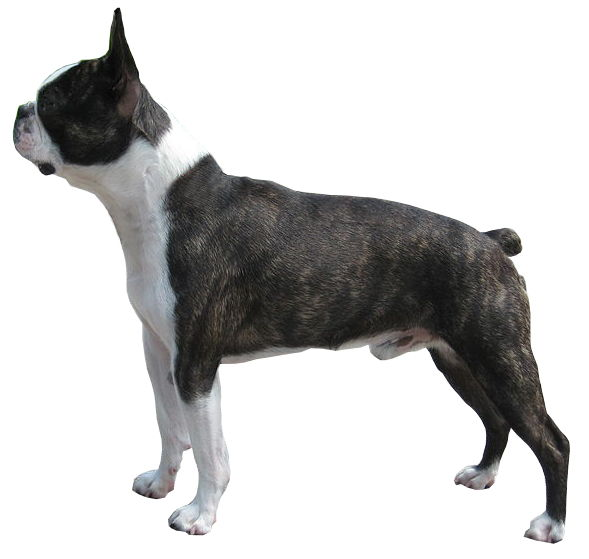
Бостон терьер в стойке

Бостон-терьер — энергичная и сообразительная собака. Порода решительная и активная, очень элегантная, с гордо поднятой головой и грациозной осанкой.
Череп квадратный, лоб плоский, без складок, скулы плоские, надбровные дуги подчеркнуты, переход от лба к морде хорошо выражен. Глаза широко расставлены, поставлены прямо, взгляд искристый и доброжелательный. Уши маленькие, поставлены широко и высоко, стоячие или купированные. Морда короткая, квадратная, широкая и глубокая, без складок. По длине морда не более 1/3 черепа. Мочка носа широкая с чётко выраженной бороздкой между ноздрями, чёрного цвета. Челюсти широкие и квадратные, зубы не крупные, прикус прямой или перекус. Губы глубокие, не обвислые.
Длина шеи пропорциональна общему сложению собаки. Слегка выпуклая, поставлена высоко. Гордо несет голову, плавно переходит в холку. Спина короткая. Линия верха прямая, круп немного скошен. Грудь глубокая, широкая, ребра выпуклые. Корпус короткий, квадратного формата. Хвост посажен низко, короткий и изящный, сужается к концу, бывает прямой или штопорообразный, не поднимается выше линии спины.
Лопатки косо поставленные, придают изысканность движениям. Локти направлены назад, расположены прямо под холкой. Ноги параллельны друг другу. Предплечья прямые и крепкие; пясти короткие и крепкие. Лапы маленькие, круглые и компактные.
Бедра сильные и мускулистые, поставлены наклонно. Скакательные суставы низко опущены, не вывернуты наружу или внутрь. Лапы маленькие и компактные.
Движения свободные и плавные, конечности двигаются прямолинейно в безупречном ритме. В шагах видна грация и сила.

### Шерсть и окрасы
Шерсть короткая, прямая и тонкая, плотно прилегающая, на вид блестящая.
Окрас: тигровый, темно-бурый («морской котик»), чёрный окрас с белыми пятнами. Все окрасы должны быть разбавлены белыми пятнами.
Обязательными отметинами являются: обводка мордочки, проточина между глаз и белая грудь.
Желательные: частичные или полностью белые передние ноги и белые задние ниже скакательных суставов.

### Размер
Порода разделена на 3 класса по весу:
- До 6,8 кг
- 6,8-9 кг
- 9-11,35 кг[2]

Рост: 38,1-43,1 см
Половой диморфизм явно выраженный.